# Libanesische Fußballnationalmannschaft (U-23-Männer)
Die libanesische U-23-Fußballnationalmannschaft ist eine Auswahlmannschaft libanesischer Fußballspieler. Sie untersteht dem libanesischen Fußballverband FLFA und repräsentiert diesen international auf U-23-Ebene, etwa in Freundschaftsspielen gegen die Auswahlmannschaften anderer nationaler Verbände, bei U-23-Asienmeisterschaften sowie den Fußballturnieren der Olympischen Sommerspiele und der Asienspiele.
Bisher konnte sich die Mannschaft nicht für das olympische Fußballturnier oder die U-23-Asienmeisterschaft qualifizieren. An den Asienspielen nahm der Libanon einmal teil, schied dabei aber bereits in der Gruppenphase aus.
Spielberechtigt sind Spieler, die ihr 23. Lebensjahr noch nicht vollendet haben und die libanesische Staatsangehörigkeit besitzen.

## Bilanzen
| Olympische Spiele - 1992: Nicht qualifiziert - 1996: Nicht teilgenommen - 2000 bis 2020: Nicht qualifiziert U-22-/23-Asienmeisterschaften - 2014 bis 2020: Nicht qualifiziert | Asienspiele - 2002: Gruppenphase - 2006 bis 2018: Nicht teilgenommen |